# Häkeldeckchen

Häkeldeckchen

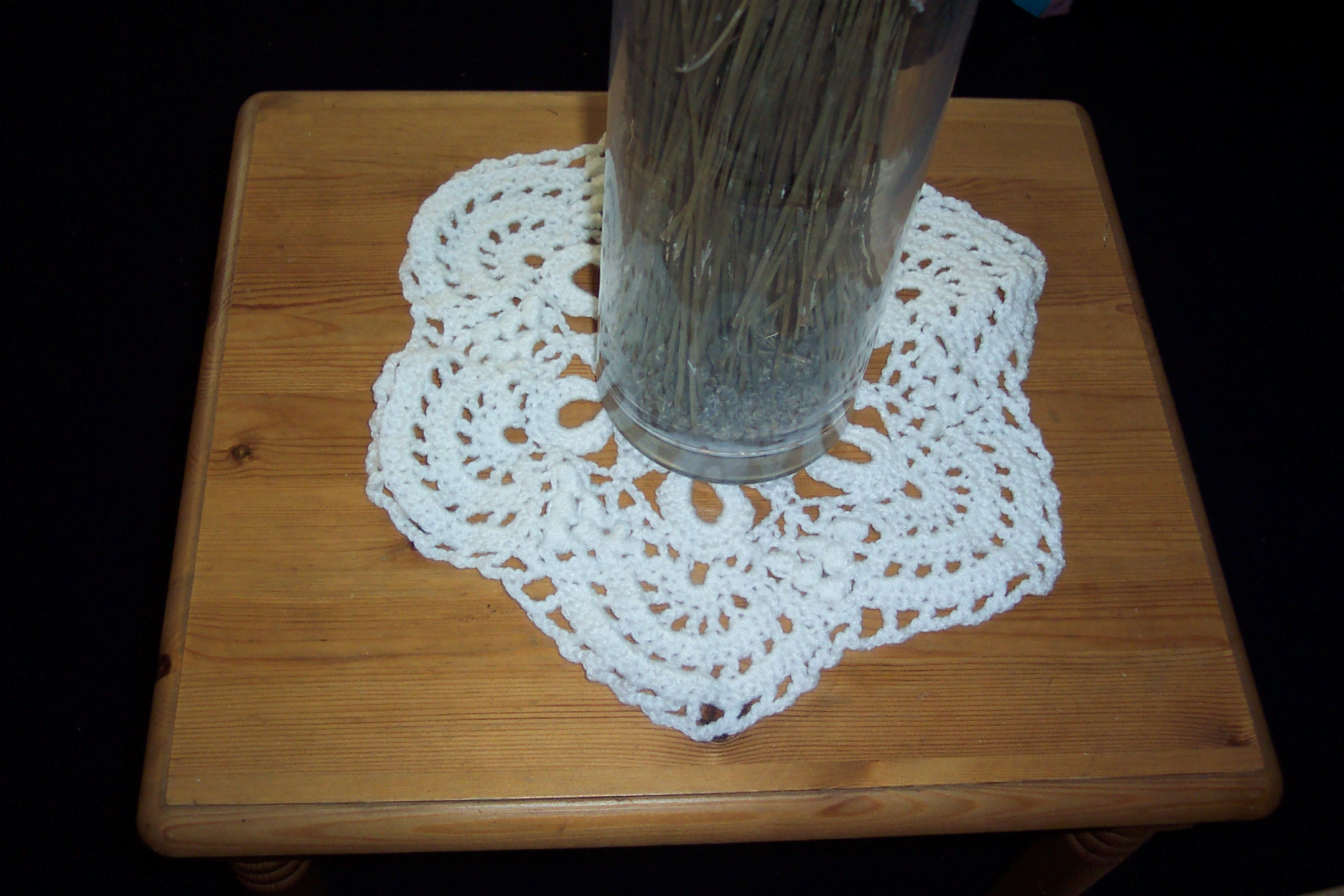
Häkeldeckchen

Ein Häkeldeckchen, auch Napperon, ist ein gehäkeltes Deckchen und soll der Zierde dienen.
Oft dient es als Unterlage für Dekorationsgegenstände in der Wohnungseinrichtung.

## Rezeption
Häkeldeckchen werden oft als Inbegriff von Spießigkeit und Kitsch verstanden.
Die Medien- und Kommunikationswissenschaftlerin Dagmar Hoffmann (Universität Siegen) befasste sich in einem 2013 veröffentlichten Artikel in einer Fachzeitschrift mit der Online-Vermarktung von „Selbstgemachtem“ und der „Kontingenz des Ästhetischen“ bei den selbstgefertigten Produkten. Dabei verortete sie die auf Online-Portalen wie Etsy zahlreich angebotenen selbstgemachten Eierwärmer zwischen „Häkeltischdeckchen und Toilettenrollenhüten“ – „Design neben Kitsch“ […] „inmitten von Skurrilitäten und Nippes“.